# Plaça de toros Monumental de Huelva
La Plaça de Toros Monumental de Huelva, amb capacitat per a uns catorze mil espectadors, es va inaugurar el 2 d'agost de 1968 amb una cursa en què van prendre part els matadors Miguel Báez Espuny "Litri", Ángel Teruel i El Cordobés. Es van lidiar bous de la ramaderia de Huelva de Celestino Cuadri. L'última funció va tenir lloc el 5 d'agost de 1981, un espectacle còmic-taurí denominat "El Empastre" amb què tradicionalment es posava fi al cartell de Les Festes Colombines.
El progressiu deteriorament de l'edifici del Recinte Colombí, molt proper a la Ria de Huelva, en va provocar el tancament l'any 1982. Aquell any els bous es van veure en una plaça portàtil ubicada al costat de la Monumental. El 1983 es va instal·lar una nova estructura portàtil a la barriada de La Hispanitat i el 1984 es va reinaugurar l'antiga plaça de toros de La Merced.
Finalment va ser enderrocada l'1 de juny de 1997.